# Tuken
Pour les articles homonymes, voir Tugen.
Le tuken (ou tugen, ou kamasia, nom donné par les Bantous) est une langue nilo-saharienne de la branche des langues nilotiques parlée dans l'Ouest du Kenya, des monts Kamasia jusque dans la vallée du Kerio, dans le district de Baringo.

## Les Tuken
Les Tuken s'auto-désignent par le nom de túken ou túkénéːk, au singulier, tukeníːn ou tukeniːntét. Le terme túken s'applique aussi à la langue.

## Classification
Le tuken est une des langues parlées par les Kalenjins, et fait partie d'un sous-groupe où l'on trouve également le nandi, le markweta et le kipsikis. Ces langues et dialectes forment, avec le datooga (en) et l'omotik (en), le sous-groupe des langues nilotiques méridionales, rattaché aux langues soudaniques orientales.

## Écriture
| A a   | B b   | CH ch   | D d   | E e | G g | I i | K k | L l | M m | MB mb | N n |
| ND nd | NG ng | NG’ ng’ | NY ny | O o | P p | R r | T t | U u | W w | Y y   |     |

## Phonologie
Les tableaux présentent les voyelles et les consonnes, du tuken.

### Voyelles
|         | Antérieure    | Centrale      | Postérieure   |
| ------- | ------------- | ------------- | ------------- |
| Fermée  | [i] [ɪ] ‹ i › |               | [ʊ] [u] ‹ u › |
| Moyenne | [e] [ɛ] ‹ e › |               | [ɔ] [o] ‹ o › |
| Ouverte |               | [a] [ɑ] ‹ a › |               |

À cet inventaire s'ajoutent les dix voyelles longues.

### Deux types de voyelles
Le tuken, comme les autres langues kalenjin, différencie les voyelles selon leur lieu d'articulation. Elles sont soit prononcées avec l'avancement de la racine de la langue, soit avec la rétraction de la racine de la langue.
Les voyelles avec avancement de la racine de la langue sont [i], [e], [o], [a], [u], ainsi que les longues correspondantes.
Les voyelles avec rétraction de la racine de la langue sont [ɪ], [ɛ], [ɔ], [ɑ], [ʊ], avec les voyelles longues.

### Consonnes
|               |               | Bilabiale | Alvéolaire | Palatale    | Vélaire     |
| ------------- | ------------- | --------- | ---------- | ----------- | ----------- |
| Occlusives    | Occlusives    | [p] ‹ p › | [t] ‹ t ›  |             | [k] ‹ k ›   |
| Fricative     | Fricative     |           | [s] ‹ s ›  |             |             |
| Affriquées    | Affriquées    |           |            | [t͡ʃ] ‹ ch › |             |
| Nasale        | Nasale        | [m] ‹ m › | [n] ‹ n ›  | [ɲ] ‹ ny ›  | [ŋ] ‹ ng’ › |
| liquide       | liquide       |           | [l] ‹ l ›  |             |             |
| Roulée        | Roulée        |           | [r] ‹ r ›  |             |             |
| Semi-voyelles | Semi-voyelles | [w] ‹ w › |            | [j] ‹ y ›   |             |

### Une langue tonale
Le tuken est une langue tonale.

## Sources
- (en) Prisca Jerono, Tugen word order : a minimalist perspective, Kocani, EGALITE, 2012 (ISBN 978-608-4642-01-5, lire en ligne)
- (en) Prisca Jerono, « Case marking in Tugen », dans Nilo -Saharan-Models and Descriptions, Köln, Rüdiger Köppe Verlag, 2018 (lire en ligne), p. 37-47
- (en) Prisca Jerono, « Tugen noun classification », dans H. Schröder et P. Jerono, Nilo Saharan Issues and Perspectives, Köln, Rüdiger Köppe Verlag, 2018 (lire en ligne), p. 87-96
- (en) Prisca Jerono, « Passive and Antipassive in Tugen », International Journal of Language and Linguistics, vol. 5, no 3,‎ janvier 2018 (DOI 10.30845/ijll.v5n3p19, lire en ligne)
- (en) Prisca Jerono, « Typology of motion events in Tugen », Lodz Papers in Pragmatics, vol. 15, no 2,‎ 2019, p. 123-139 (DOI 10.1515/lpp-2019-0008, Academia.edu, Researchgate.net)
- (en) Prisca Jerono, « Names and naming system of Tugen », International Journal of Linguistics and Communication, vol. 7, no 1,‎ janvier 2019 (DOI 10.15640/ijlc.v7n1a2, lire en ligne)
- (en) Prisca Jerono, Hillary Sang, Andrew Chelimo et Jane Akinyi Ngala Oduor, A unified orthography for Kalenjin languages of Kenya (Keiyo, Kipsigis, Marakwet, Nandi, Pokot, Sabaot, Tugen), 2014
- (de) Franz Rottland, Die südnilotischen Sprachen. Beschreibung, Vergleichung und Rekonstruktion, Berlin, Dietrich Reimer Verlag, coll. « Kölner Beiträge zur Afrikanistik » (no 7), 1982 (ISBN 3-496-00162-3). Beschreibung, Vergleichung und Rekonstruktion, Kölner Beiträge zur Afrikanistik no 7, Berlin, Dietrich Reimer Verlag, 1982  (ISBN 3-496-00162-3)